# GSC2816-327
GSC2816-327 — хімічно пекулярна зоря спектрального класу F1, що має видиму зоряну величину в смузі V приблизно 10,5.